# The Hateful Eight
The Hateful Eight (Els vuit odiosos) és un pel·lícula de misteri de temàtica western americà del 2015 escrita i dirigida per Quentin Tarantino. Protagonitzada per  Samuel L. Jackson, Kurt Russell, Jennifer Jason Leigh, Walton Goggins, Demián Bichir, Tim Roth, Michael Madsen, i Bruce Dern.
Vuit desconeguts busquen refugi del torb en una parada de la diligència, un temps després de la Guerra Civil americana.
Tarantino va anunciar la pel·lícula el novembre 2013, dient que en principi havia començat com a seqüela de Django Desencadenat. Després que el guió es va filtrar al gener 2014, va cancel·lar la pel·lícula, però al final va anunciar que s'ho havia repensat, després de dirigir una lectura en viu del guió al United Artists Theater de Los Angeles.
El rodatge va començar el 8 de desembre de 2014, a Telluride, Colorado.
La banda sonora la va compondre Ennio Morricone, el seu primer western sencer en 35 anys.

## Repartiment
Personatges principals
- Samuel L. Jackson com a Major Marquis Warren a.k.a. "El Caça-recompenses"
- Kurt Russell com a John Ruth a.k.a. "La Forca"
- Jennifer Jason Leigh com a Daisy Domergue a.k.a. "La Presonera"
- Walton Goggins com a xèrif Chris Mannix a.k.a."El Xèrif"
- Demian Bichir com a Bob (Marco el Mexicà) a.k.a. "El Mexicà"
- Tim Roth com a Oswaldo Mobray (Pete Hicox l'Anglès) a.k.a. "L'home petit"
- Michael Madsen com a Joe Gage (Grouch Douglass) a.k.a. "El Cow Boy"
- Bruce Dern com a general Sanford "Sandy" Smithers a.k.a. "El Confederat"

Actor secundaris
- James Parks com a O.B. Jackson
- Channing Tatum com a Jordan "Jody" Domergue
- Dana Gourrier com a Minnie Mink
- Zoë Bell com a Six-Horse Judy
- Lee Horsley com a Ed
- Gene Jones com a Sweet Dave
- Keith Jefferson com a Charly
- Craig Stark com a Chester Charles Smithers
- Belinda Owino com a Gemma
- Quentin Tarantino com a narrador (no apareix als crèdits)[1]